# بزرگ برای سن باروری
بزرگ برای سن حاملگی ( LGA ) نوزادانی هستند که هنگام تولد یا بعد از آن دارای وزن بالا هستند.
اصطلاح LGA یا بزرگ برای سن حاملگی یعنی وزن هنگام تولد بالاتر از صدک 90 بر حسب سن حاملگی و جنسیت. در نوزادانی که وزنشان هنگام تولد بالاتر از صدک 97 در سن حاملگی و گروه جنسیتی آنها است ، تحقیقات نشان داده است که خطر ابتلا به عوارض طولانی مدت سلامتی و نتایج کشنده بیشتر است.
به طور خاص ، بزرگ بودن برای سن حاملگی را می توان با ماکروزومی تعریف کرد ، یعنی رشد جنین فراتر از یک آستانه خاص (آستانه از وزن بدن 4000 گرم تا بالاتر از 5000 گرم). متخصصان زنان و زایمان در حال حاضر از یک سیستم درجه بندی برای ارزیابی نوزادان LGA استفاده می کنند ، جایی که وزن هنگام تولد آنها ممکن است به شناسایی خطرات مرتبط با تولد آنها کمک کند ، از جمله عوارض زایمان مادر و کودک ، عوارض طولانی مدت سلامتی نوزاد و مرگ و میر نوزادان.